# クモキリソウ属
クモキリソウ属（クモキリソウぞく、学名：Liparis）は、ラン科に属する属。

## 特徴
地生または着生の多年草。偽球茎は肥厚し、形状は球状や棍棒状など多様。葉は1個から数個あり、基部に間接がある種とない種がある。花は頂生して総状花序につき、花は小型または中型、色は、帯白色、帯紫色、帯褐色と多様である。花茎の苞は小型。花被片は開出し、側花弁は背萼片や側萼片より細く、縁がまくれて糸状になることがある。唇弁はくさび状倒卵形で先端は反曲し、唇弁の基部に2個の突起がある種が多い。蕊柱は弓状に内曲し、葯は頂生する。花粉塊は4個あり、蝋質になる。

## 分布
南極大陸を除くすべての大陸および多くの海洋の島々で見られ、約320種あり、特に熱帯に多い。

## 名前の由来
属名 Liparis は、ギリシャ語で liparos、「油性の」「輝く」の意味で、葉が滑らかで光沢のある様子に基づく。

## 種

### 日本に分布する種
和名、学名は特に記載のない場合、YListによる。
- チケイラン Liparis bootanensis Griff. - 葉は1個。花茎は斜め上方に伸び、花は一方に偏って3-15個つく。九州南部、琉球、中国大陸、台湾からヒマラヤ、東南アジアに分布し、亜熱帯の常緑広葉樹林内の岩上や樹上に着生する[3]。絶滅危惧II類(VU)（2020年、環境省）。
- キノエササラン Liparis uchiyamae Schltr.[3] - チケイランに似るが葉は2個つけ、花期も異なる。奄美大島固有の種で樹上に着生する[3]。野生絶滅(EW)（2020年、環境省）。
- コゴメキノエラン Liparis elliptica Wight - 葉を2個つけ、花茎は下垂し、長さ4mmほどの小型で緑白色の花を20-50個つける。屋久島、奄美大島、台湾から熱帯アジア、オセアニアに広く分布し、暖温帯の苔むした常緑樹の樹上に着生する[3][7][8]。絶滅危惧IA類(CR) （2020年、環境省）。国内希少野生動植物種、1999年指定。
- コクラン Liparis nervosa (Thunb.) Lindl. - 葉を2-3個つけ、花茎は高さ15-30cm、暗紫色の花を5-10個つける。唇弁の基部にある突起は針状。本州（福島県以南）、四国、九州、琉球、済州島、台湾に分布し、暖帯林常緑樹林下に生育する[3][6]。
- ユウコクラン Liparis formosana Rchb.f. - 常緑で全体に大型。葉は厚く光沢がある。花茎は高さ20-40cm、花も大きく、花は15個以上つける。唇弁の基部にある突起は円形。本州（紀伊半島南部）、九州、琉球、伊豆諸島、中国大陸南部、台湾に分布し、亜熱帯の常緑広葉樹林下に生育する[3][6]。
  - シマササバラン Liparis formosana Rchb.f. var. hachijoensis (Nakai) Ohwi - 基本種と比べ、花がやや小さく、唇弁の紫色が薄く縁に緑色が混じる。伊豆諸島に分布する[6]。絶滅危惧II類(VU)（2020年、環境省）。
- キバナコクラン Liparis sootenzanensis Fukuy. - 大型の葉が数個つく。花茎は高さ20-30cm、花は緑色がかった黄色で5-15個つける。屋久島、中国大陸南部、台湾、インドシナ半島に分布し、広葉樹林下に生育する[3][9]。絶滅危惧IA類(CR) （2020年、環境省）。
- ジガバチソウ Liparis krameria Franch. et Sav. - 葉は2個。葉脈は網目模様が目立つ。花茎は高さ8-20cm、花は10-20個つける。唇弁の先端が尾状にとがる。北海道、本州、四国、九州、朝鮮半島に分布し、亜寒帯から暖温帯の樹林下に生育する[3]。
- クモイジガバチ Liparis truncate F.Maek. ex T.Hashim. - 葉は2個。葉に光沢があり、葉脈は網目模様がやや目立つ。花茎は高さ3-10cm。唇弁の脈は濃暗紫色で目立つ。本州、九州に分布し、ブナやミズナラなどの冷温帯の落葉広葉樹の樹幹に着生する[3][8]。絶滅危惧IA類(CR)（2020年、環境省）。
- ヒメスズムシソウ Liparis nikkoensis Nakai - ジガバチソウよりはるかに小型。本州（関東地方・中部地方）の亜高山帯の草原に生育する[3]。絶滅危惧IA類(CR)（2020年、環境省）。国内希少野生動植物種、2020年指定。
- クモキリソウ Liparis kumokiri F.Maek. - 葉は2個。葉脈に網目模様が見られない。花茎は高さ10-20cm、淡緑色の花を5-15個つける。唇弁の中央に浅い溝がある。南千島、北海道、本州、四国、九州、朝鮮半島、中国大陸東北部、極東ロシアに分布し、亜寒帯から暖温帯の疎林下に生育する[3]。
- シテンクモキリ Liparis purpureovittata Tsutsumi, Yukawa et M.Kato - クモキリソウに似る。葉は2個。花茎は高さ10-25cm、花を4-14個つける。唇弁の基部から中央に溝があり、紫色になる。北海道、本州に分布し、冷温帯の樹林下に生育する[3][6]。2008年記載の種。
- フガクスズムシソウ Liparis fujisanensis F.Maek. ex F.Konta et S.Matsumoto - クモキリソウに似るが全体にきわめて小型。葉は2個。花茎は高さ3-10cm、茶褐色の花を数個つける。北海道、本州、四国、九州に分布し、冷温帯のブナなどの苔むした樹上に着生する[3][8]。絶滅危惧II類(VU)（2020年、環境省）。
- オオフガクスズムシ Liparis koreojaponica Tsutsumi, Yukawa, N.S.Lee, C.S.Lee et M.Kato - フガクスズムシソウに似るが全体に大型。葉は2個。花茎は高さ15-35cm、4-16個の花をまばらにつける。唇弁は紫色を帯びる。北海道、朝鮮半島に分布し、亜寒帯から冷温帯の林床に生育する。まれに岩の上や倒木の上に着生する[3][10][11]。絶滅危惧IB類(EN)（2020年、環境省）。2008年記載の種。
  - キイオオフガクスズムシ Liparis koreojaponica Tsutsumi, Yukawa, N.S.Lee, C.S.Lee et M.Kato var. kiiensis Suetsugu et Tsutsumi - 奈良県で発見、2021年記載の変種[12]。
- ギボウシラン Liparis auriculata Blume ex Miq. - 葉は2個、ギボウシ属の葉に似る。花茎は高さ15-30cm、淡黄緑色の花を10数個つける。唇弁の中央の溝が暗紫色になる。北海道、本州、四国、九州、屋久島、済州島に分布し、冷温帯から暖温帯の林床や湿原に生育する[3]。絶滅危惧IB類(EN)（2020年、環境省）。
- セイタカスズムシソウ Liparis makinoana Schltr.[13]- 葉は2個。花茎は高さ10-30cm、淡緑色または帯紫色の花を30個までまばらにつける。スズムシソウより唇弁は小さい。北海道、本州、四国、九州、朝鮮半島、中国大陸東北部、アムールに分布し、亜寒帯から冷温帯の樹林下に生育する[3]。2019、年分類、学名の再検討により、L. japonica から学名が変わった[13]。
- スズムシソウ Liparis suzumushi Tsutsumi, T.Yukawa et M.Kato[13] - 葉は2個。花茎は高さ10-25cm、淡暗紫色の大型の花を10個ほどまばらにつける。セイタカスズムシソウに似るが唇弁はより大きい。北海道、本州、四国、九州、朝鮮半島に分布し、冷温帯の樹林下に生育する[3]。2019年、分類、学名の再検討の結果、新種として記載された[13]。
- アキタスズムシソウ Liparis longiracemosa Tsutsumi, T.Yukawa et M.Kato[13] - 葉は2個。花茎は高さ15-40cm、濃紫色から淡緑色まで変異のある花を4-40個つける。北海道、本州、四国、九州に分布し、落葉性広葉樹林または針葉樹と広葉樹の混交林内の、やや開けた、やや湿った場所に生育する。セイタカスズムシソウに似るが、唇弁が小さく、花数は多い。2019年に新種記載された[13]。
- ササバラン Liparis odorata (Willd.) Lindl. - 葉は2-3個。花茎は高さ20-30cm、汚紫色ときに黄緑色の多数の花がまばらにつく。唇弁の中央に浅い溝がある。本州（栃木県以南）、四国、九州、琉球、中国大陸、台湾からヒマラヤ、インド、スリランカ、ミクロネシアに分布し、暖温帯から熱帯の日当たりのよい草原に生育する[3][8]。絶滅危惧IB類(EN)（2020年、環境省）。
- シマクモキリソウ Liparis hostifolia (Koidz.) Koidz. ex Nakai - 1916年に小笠原諸島父島で標本が採集された。小笠原固有の種とされ、東京大学標本館に保管されていてきた（当時の記載名は L. auriculata Blume var. hostaefoiia Koidz. とされた。当時の L. auriculata は、現在のギボウシランではなく、クモキリソウとされていたため、クモキリソウの変種とされた。）。小笠原諸島のアメリカ合衆国からの領土返還後も、他の7種の植物とともに再発見されず、長い間「幻の植物」とされてきた[14]。2017年6月に、東京都環境局、公立大学法人首都大学東京および日本放送協会が連携し、小笠原諸島南硫黄島において自然環境調査が行われた。その結果、クモキリソウ属と思われる未開花株3種が採集され、開花を待って種を同定するため、その栽培が独立行政法人国立科学博物館に託された。その後、この植物は同年11月に開花し、花の形状や遺伝的な特徴から、長い間「幻の植物」とされてきたシマクモキリソウであることが判明した。南硫黄島では1936年に、父島では1939年に採集した標本が最後であり、絶滅したと思われていた種が79年ぶりに再発見されたことになる[15]。南硫黄島で再発見された種は葉が2個あり、葉の長さは9cm。株の中心から高さ12cmになる花茎をだし、長さ1cmの花を7個つけている。南硫黄島の標高700m付近の雲霧帯で、傾斜がきつく、岩が露出し土壌が発達していない日当たりのよい場所で発見された。DNA解析から、スズムシソウやセイタカスズムシソウと近縁であるが、遺伝的には明らかに異なり、日本本土から1000kmをはるかに超える島嶼で独自の進化を遂げたものと考えられている。なお、父島産のものは絶滅したと考えられている[15]。絶滅危惧IA類(CR)（2020年、環境省）。
- 「アキタスズムシ」Liparis sp. [16]など、学名がつけられないでいるものや分類が混乱しているものがあった[11]が、2019年、堤千絵らの研究により、スズムシソウ、セイタカスズムシソウおよびアキタスズムシソウについて、分類の再検討と学名の整理が行われ、スズムシソウおよびアキタスズムシソウについては新種として、セイタカスズムシソウについては、従来のスズムシソウの学名 L. makinoana を充てることとされた。また、セイタカスズムシソウに充てられていた学名 L. japonica は、ホザキイチヨウラン Malaxis monophyllos のシノニムとされた[17][13]。

### その他、国外に分布する主な種
和名、学名はYListによる。
- Liparis amabilis Fukuy.
- Liparis barbata Lindl.
- オトメキノエラン Liparis cespitosa (Thouars) Lindl.
- ラッキョウラン Liparis condylobulbon Rchb.f.
- アリサンスズムシラン Liparis cordifolia Hook.f.
- ナガボノスズムシラン Liparis elongate Fukuy.
- タイリンコクラン Liparis gigantea C.L.Tso
- タテイシラン Liparis grossa Rchb.f.
- ヘンリーコクラン Liparis henryi Rolfe
- スイシャササバラン Liparis hensoaensis Kudô
- コウライスズムシソウ Liparis koreana (Nakai) Nakai ex W.T.Lee
- Liparis liangzuensis T.P.Lin et W.M.Lin
- ナカハララン Liparis nakaharae Hayata
- Liparis pterosepala N.S.Lee, C.S.Lee et K.S.Lee
- Liparis reckoniana T.C.Hsu
- Liparis rubrotincta T.C.Hsu
- ヘラキノエラン Liparis somae Hayata
- アシナガスズムシラン Liparis viridiflora (Blume) Lindl.
- Liparis yongnoana N.S.Lee, C.S.Lee et K.S.Lee